# Gadilina
Gadilina är ett släkte av blötdjur. Gadilina ingår i familjen Gadilinidae.
Kladogram enligt Catalogue of Life:
| Gadilina | \| \| Gadilina insolita \| \| \| \| \| \| Gadilina pachypleura \| \| \| \| |
|          | \| \| Gadilina insolita \| \| \| \| \| \| Gadilina pachypleura \| \| \| \| |
|          | Episiphon                                                                  |
|          |                                                                            |
|          | Gadilina insolita                                                          |
|          |                                                                            |
|          | Gadilina pachypleura                                                       |
|          |                                                                            |

|  | Gadilina insolita    |
|  |                      |
|  | Gadilina pachypleura |
|  |                      |